# Pedicularis pilostachya
Pedicularis pilostachya är en snyltrotsväxtart som beskrevs av Carl Maximowicz. Pedicularis pilostachya ingår i släktet spiror, och familjen snyltrotsväxter. Inga underarter finns listade i Catalogue of Life.